# Municipio de Freedom (condado de Carroll)
El municipio de Freedom (en inglés: Freedom Township) es un municipio ubicado en el condado de Carroll en el estado estadounidense de Illinois. En el año 2010 tenía una población de 695 habitantes y una densidad poblacional de 7,38 personas por km².

## Geografía
El municipio de Freedom se encuentra ubicado en las coordenadas 42°9′27″N 89°54′43″O / 42.15750, -89.91194. Según la Oficina del Censo de los Estados Unidos, el municipio tiene una superficie total de 94.19 km², de la cual 92,58 km² corresponden a tierra firme y (1,71 %) 1,61 km² es agua.

## Demografía
Según el censo de 2010, había 695 personas residiendo en el municipio de Freedom. La densidad de población era de 7,38 hab./km². De los 695 habitantes, el municipio de Freedom estaba compuesto por el 99,14 % blancos, el 0,58 % eran amerindios y el 0,29 % eran de una mezcla de razas. Del total de la población el 0,58 % eran hispanos o latinos de cualquier raza.